# Bolborhachium trituberculatum
Bolborhachium trituberculatum là một loài bọ cánh cứng trong họ Geotrupidae. Loài này được miêu tả khoa học năm 1842 bởi Bainbridge.